# Rutzen (Gestratz)
Rutzen (westallgäuerisch: Ruətsə) ist ein Gemeindeteil der Gemeinde Gestratz im bayerisch-schwäbischen Landkreis Lindau (Bodensee).

## Geographie
Der Weiler liegt circa 1,5 Kilometer nördlich des Hauptorts Gestratz und zählt zur Region Westallgäu.

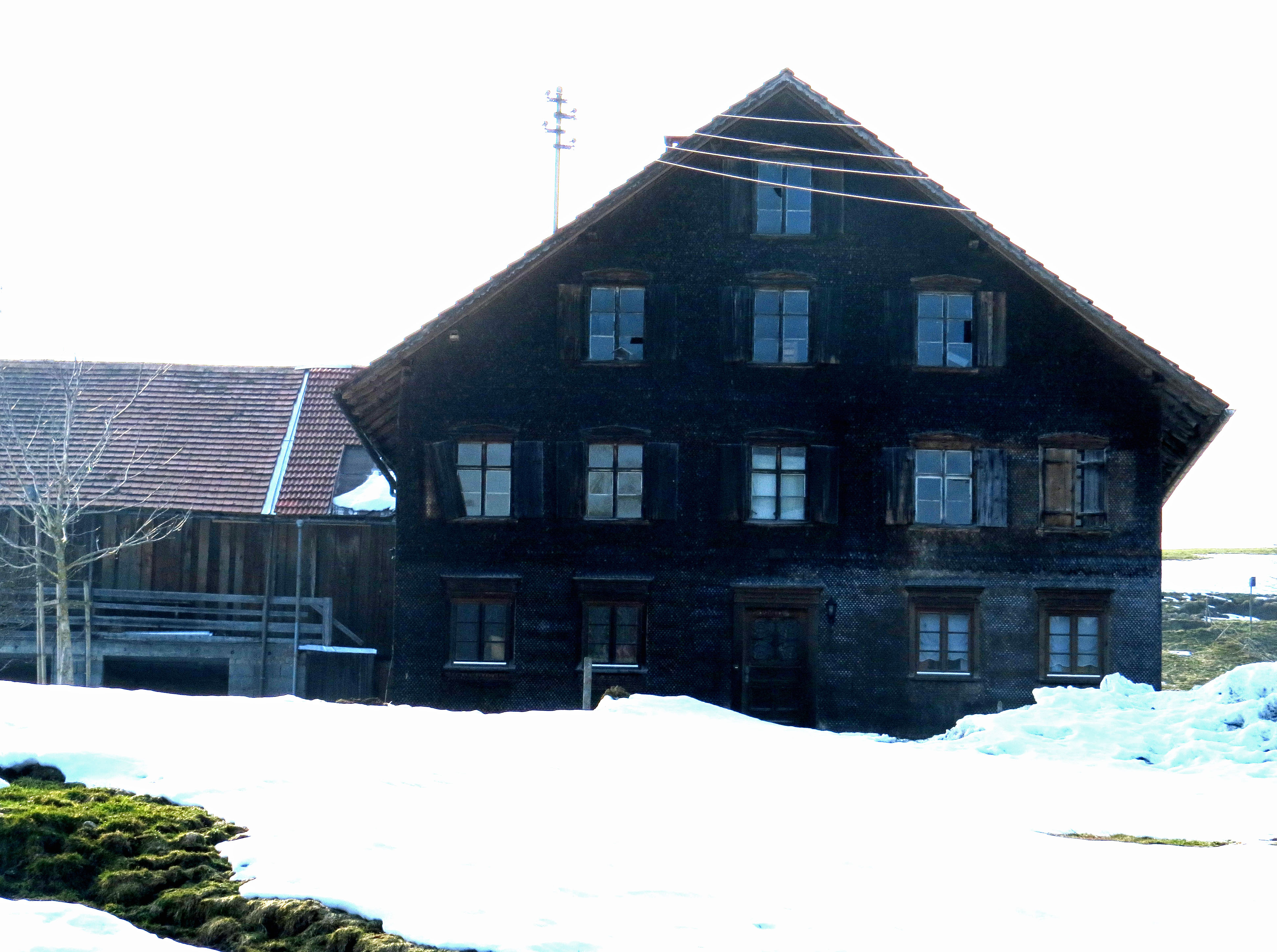
Baudenkmal in Rutzen

## Ortsname
Der Ortsname stammt vom Personen(kurz)namen Ruozo ab und bedeutet (Ansiedlung) des Ruozo.

## Geschichte
Rutzen wurde erstmals im Jahr 1470 mit Haintz Berkman zum Ruotzen urkundlich erwähnt. 1770 fand die Vereinödung Rutzens statt. Der Ort gehörte einst dem Gericht Grünenbach in der Herrschaft Bregenz an.

## Baudenkmäler
Siehe: Liste der Baudenkmäler in Rutzen